# Certhia
Certhia er en slægt af spurvefugle, der er udbredt med 9 arter i Nordamerika, Europa og Asien.
De to europæiske arter træløber (Certhia familiaris) og korttået træløber (C. brachydactyla) er kendt fra Danmark.
Træløbere lever af insekter og andre smådyr som de finder i sprækker i træernes bark. De to køn er ens og de juvenile fugle ligner de adulte. De bygger rede i huller i træerne og kan yngle i redekasser.